# Cloyne
Cloyne (iriska: Cluain, med betydelsen "äng" eller "betesmark") är en ort i de östra delarna av grevskapet Cork på Irland. Orten är belägen sydost om Midleton. Cloyne är även biskopssäte för ett romersk-katolskt stift. Tätorten (settlement) Cloyne hade 1 803 invånare vid folkräkningen 2016.